# توم لينتش
توماس لينتش (بالإنجليزية: Tom Lynch)‏ الشهير باسم توم لينتش لاعب كرة قدم أمريكي راحل كان يجيد اللعب في خط الوسط.
لعب طوال مسيرته الرياضية في أندية بروكلين سيلتيك ونيويورك أميريكانز.
شارك مع منتخب الولايات المتحدة في بطولة كأس العالم 1934 في إيطاليا حيث خرج من الدور الثمن النهائي.

## وصلات خارجية
- توم لينتش على موقع الاتحاد الدولي (مؤرشف)  (الإنجليزية)
- توم لينتش على موقع عالم كرة القدم.نت (الإنجليزية)

- هذا سيرة ذاتية